# Mistrovství Evropy v atletice 2022
XXV. Mistrovství Evropy v atletice 2022 se konalo v Mnichově ve dnech 15.–21. srpna na Olympijském stadionu. Šampionát byl součástí multisportovního Mistrovství Evropy 2022, které proběhlo v Mnichově ve dnech 11.–21. srpna. Tato velkolepá akce oslavila padesáté výročí od konání olympijských her v roce 1972.
Bylo to druhé mistrovství Evropy v atletice konané v Mnichově, kdy se zde konalo v roce 2002. Německo hostilo atletické mistrovství Evropy již počtvrté, předchozí šampionáty proběhly v roce 1986 ve Stuttgartu, v roce 2002 v Mnichově a v roce 2018 v Berlíně.

## Medailisté

### Muži
| Soutěž            | Zlato | Stříbro                                                                                                 | Bronz                                                                                             |
| ----------------- | --- | --- | ------------------------------------------------------------------------------------------------- |
| 100 m             | Lamont Marcell Jacobs 9,95 | Zharnel Hughes 9,99                                                                                     | Jeremiah Azu 10,13                                                                                |
| 200 m             | Zharnel Hughes 20,07 | Nethaneel Mitchell-Blake 20,17                                                                          | Filippo Tortu 20,27                                                                               |
| 400 m             | Matthew Hudson-Smith 44,53 | Ricky Petrucciani 45,03                                                                                 | Alex Haydock-Wilson 45,17                                                                         |
| 800 m             | Mariano García 1:44,85 | Jake Wightman 1:44,91 SB                                                                                | Mark English 1:45.19                                                                              |
| 1500 m            | Jakob Ingebrigtsen 3:32,76 | Jake Heyward 3:34,44                                                                                    | Mario García 3:34,88                                                                              |
| 5000 m            | Jakob Ingebrigtsen 13:21,13 | Mohamed Katir 13:22,98                                                                                  | Yemaneberhan Crippa 13:24,83                                                                      |
| 10 000 m          | Yemaneberhan Crippa 27:46.13 | Zerei Kbrom Mezngi 27:46,94                                                                             | Yann Schrub 27:47,13                                                                              |
| maraton           | Richard Ringer 2:10:21 | Maru Teferi 2:10:23                                                                                     | Gashau Ayale 2:10:29                                                                              |
| maraton           | Izrael 6:31:48 | Německo 6:35:52                                                                                         | Španělsko 6:38:44                                                                                 |
| 110 m překážek    | Asier Martínez 13,14 | Pascal Martinot-Lagarde 13,14                                                                           | Just Kwaou-Mathey 13,33                                                                           |
| 400 m překážek    | Karsten Warholm 47,12 | Wilfried Happio 48,56                                                                                   | Yasmani Copello 48,78                                                                             |
| 3000 m překážek   | Topi Raitanen 8:21,80 | Ahmed Abdelwahed 8:22,35                                                                                | Osama Zoghlami 8:23,44                                                                            |
| Štafeta 4 × 100 m | Spojené království Jeremiah Azu Zharnel Hughes Jona Efoloko Nethaneel Mitchell-Blake Harry Aikines-Aryeetey* Tommy Ramdhan* 37.67 | Francie Méba-Mickaël Zeze Pablo Matéo Ryan Zeze Jimmy Vicaut 37.94                                      | Polsko Adrian Brzeziński Przemysław Słowikowski Patryk Wykrota Dominik Kopeć Mateusz Siuda* 38.15 |
| Štafeta 4 × 400 m | Spojené království Matthew Hudson-Smith Charlie Dobson Lewis Davey Alex Haydock-Wilson Joe Brier* Rio Mitcham* 2:59.35            | Belgie Alexander Doom Julien Watrin Kévin Borlée Dylan Borlée Jonathan Borlée* Jonathan Sacoor* 2:59.49 | Francie Gilles Biron Loïc Prévot Téo Andant Thomas Jordier Simon Boypa* 2:59.64                   |
| Chůze na 20 km    | Álvaro Martín 1:19:11 | Perseus Karlström 1:19:23                                                                               | Diego García Carrera 1:19:45                                                                      |
| Chůze na 35 km    | Miguel Ángel López 2:26:49 | Christopher Linke 2:29:30                                                                               | Matteo Giupponi 2:30:34                                                                           |
| Skok do výšky     | Gianmarco Tamberi 2,30 | Tobias Potye 2,27                                                                                       | Andrij Procenko 2,27                                                                              |
| Skok o tyči       | Armand Duplantis 6,06 | Bo Kanda Lita Baehre 5,85                                                                               | Pål Haugen Lillefosse 5,75                                                                        |
| Skok daleký       | Miltiadis Tentoglou 8,52 | Thobias Montler 8,06                                                                                    | Jules Pommery 8,06                                                                                |
| Trojskok          | Pedro Pichardo 17,50 | Andrea Dallavalle 17,04                                                                                 | Jean-Marc Pontvianne 16,94                                                                        |
| Vrh koulí         | Filip Mihaljević 21,88 | Armin Sinančević 21,39                                                                                  | Tomáš Staněk 21,26                                                                                |
| Hod diskem        | Mykolas Alekna 69,78 | Kristjan Čeh 68,28                                                                                      | Lawrence Okoye 67,14                                                                              |
| Hod kladivem      | Wojciech Nowicki 82,00 | Bence Halász 80,92                                                                                      | Eivind Henriksen 79,45                                                                            |
| Hod oštěpem       | Julian Weber 87,66 | Jakub Vadlejch 87,28                                                                                    | Lassi Etelätalo 86,44                                                                             |
| Desetiboj         | Niklas Kaul 8545 bodů | Simon Ehammer 8468 bodů                                                                                 | Janek Õiglane 8346 bodů                                                                           |

### Ženy
| Soutěž            | Zlato | Stříbro | Bronz |
| ----------------- | --- | --- | --- |
| 100 m             | Gina Lückenkemperová 10,99                                                                                   | Mujinga Kambundjiová 10,99 | Daryll Neitová 11,00                                                                                            |
| 200 m             | Mujinga Kambundjiová 22,32                                                                                   | Dina Asherová-Smithová 22,43 | Ida Karstoftová 22,72                                                                                           |
| 400 m             | Femke Bolová 49,44                                                                                           | Natalia Kaczmarková 49,94 | Anna Kielbasinská 50,29                                                                                         |
| 800 m             | Keely Hodgkinsonová 1:59.04                                                                                  | Rénelle Lamoteová 1:59.49 | AAnna Wielgoszová 1:59.87                                                                                       |
| 1500 m            | Laura Muirová 4:01,08                                                                                        | Ciara Mageeanová 4:02,56 | Sofia Ennaouiová 4:03,59                                                                                        |
| 5000 m            | Konstanze Klosterhalfenová 14:50,47                                                                          | Yasemin Canová 14:56,91 | Eilish McColganová 14:59,34                                                                                     |
| 10 000 m          | Yasemin Canová 30:32,57                                                                                      | Eilish McColganová 30:41,05 | Lonah Chemtai Salpeterová 30:46,37                                                                              |
| Maraton           | Aleksandra Lisowská 2:28:36                                                                                  | Matea Parlovová Koštrová 2:28:42 | Nienke Brinkmanová 2:28:52                                                                                      |
| Maraton           | Německo 7:28:48                                                                                              | Španělsko 7:39:25 | Polsko 7:40:54                                                                                                  |
| 100 m překážek    | Pia Skrzyszowská 12.53                                                                                       | Luca Kozáková 12,69 | Ditaji Kambundjiová 12.74                                                                                       |
| 400 m překážek    | Femke Bolová 52,67                                                                                           | Viktoria Tkačuková 54,30 | Anna Ryžikovová 54,86                                                                                           |
| 3000 m překážek   | Luiza Gegaová 9:11.31                                                                                        | Lea Meyerová 9:15.35 | Elizabeth Birdová 9:23.18                                                                                       |
| Štafeta 4 × 100 m | Německo Alexandra Burghardt Lisa Mayer Gina Lückenkemperová Rebekka Haase Jessica-Bianca Wessolly* 42.34     | Polsko Pia Skrzyszowská Anna Kiełbasińska Marika Popowicz-Drapała Ewa Swobodová Magdalena Stefanowicz* Martyna Kotwiła* 42.61             | Itálie Zaynab Dosso Dalia Kaddari Anna Bongiorni Alessia Pavese(it) Gloria Hooper* 42.84                        |
| Štafeta 4 × 400 m | Nizozemsko Eveline Saalberg Lieke Klaver Lisanne de Witte Femke Bolová Andrea Bouma* Laura de Witte* 3:20.87 | Polsko Anna Kiełbasińska Iga Baumgart-Witan Justyna Świętyová-Erseticová Natalia Kaczmarek Kinga Gacka* Małgorzata Hołub-Kowalik* 3:21.68 | Spojené království Victoria Ohuruogu Ama Pipi Jodie Williams Nicole Yeargin Zoey Clark* Laviai Nielsen* 3:21.74 |
| Chůze na 20 km    | Antigoni Ntrismpiotiová 1:29:03                                                                              | Katarzyna Zdzieblová 1:29:20 | Saskia Feigeová 1:29:25                                                                                         |
| Chůze na 35 km    | Antigoni Ntrismpiotiová 2:47:00                                                                              | Raquel Gonzálezová 2:49:10 | Viktória Madarászová 2:49:58                                                                                    |
| Skok do výšky     | Jaroslava Mahučichová 1,95                                                                                   | Marija Vukovićová 1,95 | Angelina Topićová 1,93                                                                                          |
| Skok o tyči       | Wilma Murtová 4,85                                                                                           | Katerina Stefanidiová 4,75 | Tina Šutejová 4,75                                                                                              |
| Skok daleký       | Ivana Vuletová 7,06                                                                                          | Malaika Mihambová 7,03 | Jazmin Sawyersová 6,80                                                                                          |
| Trojskok          | Maryna Romančuková 15,02                                                                                     | Kristiina Mäkelä 14,64 | Hanna Minenková 14,45                                                                                           |
| Vrh koulí         | Jessica Schilderová 20,24                                                                                    | Auriol Dongmová 19,82 | Jorinde van Klinkenová 18,94                                                                                    |
| Hod diskem        | Sandra Perkovićová 67,95                                                                                     | Kristin Pudenzová 67,87 | Claudine Vitová 65,20                                                                                           |
| Hod kladivem      | Blanca Florentina Ghelberová 72,72                                                                           | Ewa Różańská 72,12 | Sara Fantiniová 71,58                                                                                           |
| Hod oštěpem       | Elina Tzengková 65,81                                                                                        | Adriana Vilagošová 62,01 | Barbora Špotáková 60,68                                                                                         |
| Sedmiboj          | Nafissatou Thiamová 6628 bodů                                                                                | Adrianna Suleková 6532 bodů | Annik Kälinová 6515 bodů                                                                                        |